# Заворсклянский сельский совет
Заворсклянский сельский совет (укр. Заворсклянська сільська рада) — входит в состав
Полтавского района
Полтавской области
Украины.
Административный центр сельского совета находится в 
с. Заворскло.

## Населённые пункты совета
- с. Заворскло
- с. Ватажково
- с. Головач
- с. Лукищина
- с. Миновка
- с. Портновка